# Jacques Claude Beugnot
Jacques Claude Beugnot, född 25 juli 1761 i Bar-sur-Aube, död 24 juni 1835 i Bagneux, var en fransk politiker.

## Biografi
Beugnot tjänstgjorde i den lokala förvaltningen i Aube och invaldes 1791 i lagstiftande församlingen. Han anslöt sig där till feuillanterna och var en av deras ledande krafter, särskilt bekant är han som oförtruten motståndare till Marat. Under skräckväldet och tribunatet deltog Beugnot inte i det offentliga livet. Under konsulatet och kejsardömet användes han på flera viktiga poster, bland annat som administrator för Kleve och Berg och som finansminister i kungariket Westfalen, samt utnämndes till greve. 1814 blev Beugnot efter Napoleon I:s fall inrikesminister i den provisoriska regeringen. Han anslöt sig till Ludvig XVIII, som han följde i landsflykt under de hundra dagarna. Även under restaurationstiden innehade Beugnot höga ämbeten. Han var 1815–1824 medlem av deputeradekammaren och gjorde sig känd som moderat vänsterman. Omedelbart före julirevolutionen utnämndes han 1830 till pär. Hans memoarer utgavs 1866.